# William Hemsley Emory
William Hemsley Emory est un militaire et un explorateur américain, né le 7 septembre 1811 dans le comté de Queen Anne dans le Maryland et mort le 1er décembre 1887 à Washington D.C..

## Biographie
Il est le fils de Thomas Emory et de Maria née Hemsley. Il est diplômé en 1831 et de l’Académie militaire de West Point et se marie la même année avec Matilda Wilkins Bache.
Ce militaire de carrière, qui participe à la guerre contre le Mexique en 1851, sert dans l’armée américaine de 1831 à 1876, date à laquelle il se retire avec le grade de général de brigade. Son nom reste associé aux missions d’exploration et de reconnaissance qu’il dirige dans l’ouest des États-Unis d'Amérique et près de la frontière mexicaine. Ses rapports sont publiés par le Sénat américain. Il constitue de nombreuses collections d’histoire naturelle qui sont souvent les premières de certaines régions et sont conservées par le National Museum of Natural History. La description des espèces qu’il récolte est confiée à divers spécialistes, comme George Engelmann (1809-1884), John Torrey (1796-1873) ou Asa Gray (1810-1888), et paraissent dans ses rapports, c’est pourquoi, même s’il n’est pas un scientifique, son nom est associé à de nombreuses espèces nouvelles.